# توطئه پزشک‌ها

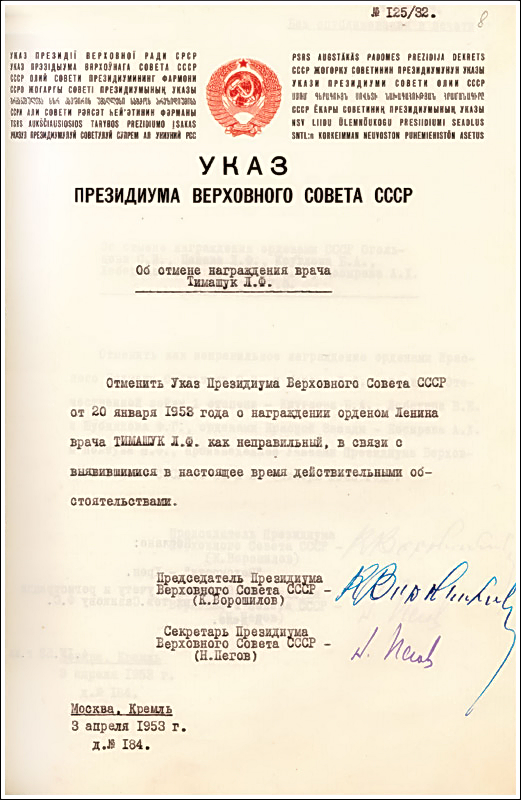
توطئه پزشک‌ها یا نقشه دکترها

توطئه پزشک‌ها یا نقشه دکترها (Doctors plot) یک کارزار یهودستیزانه بود که توسط جوزف استالین ایجاد شد و طی آن یک گروه از پزشکان یهودی در شوروی محاکمه و اعدام شدند. البته این طرح شروع یک جریان ضدیهودی بزرگ‌تر و تصفیه‌های پی‌درپی بود که در میان سال‌های ۱۹۵۱ تا ۱۹۵۳ انجام شد و طی آن بسیاری از پزشکان و کارکنان دولتیِ یهودی در شوروی تبعید یا کشته شدند.

## شرح ماجرا
در سال ۱۹۵۳ نشریه پراودا (ارگان رسمی حزب کمونیست شوروی) در طی مقاله‌هایی خبر از کشف یک توطئه بزرگ داد که طی آن پزشکان یهودی مستقر در شوروی سعی داشتند به صورت پنهانی و در طول زمان بسیاری از شخصیت‌های کلیدی این حکومت را از بین ببرند. شاید مستدل‌ترین دلیل این کارزار یهودستیزانه نامه ای بود که به دست رئیس گارد محافظت استالین، نیکولای ولاسیک رسیده بود و ادعا شده بود که آندری ژدانف نه به دلیل سکته قلبی بلکه با توطئه پزشکان (عمدتاً یهودی) و خوراندن داروهای اشتباه مرده‌است. پس از کشف این توطئه تعداد زیادی از پزشکان یهودی‌تبار دستگیر شدند که یکی از آنها پزشک مخصوص استالین، ولادیمیر وینوگرادوف بود. این پزشکان در طی یک سری دادگاه‌های نمایشی محکوم به همکاری با امپریالیسم آمریکا شدند زیرا حاکمان شوروی معتقد بودند که این پزشکان با سازمان بین‌المللی جوینت (نهاد بین‌المللی و مدنی حامیان یهود مستقر در آمریکا) همکاری داشته‌اند. همین اتفاق کافی بود تا در ادامه نهادهای امنیتی شوروی به سراغ کارگزاران یهودی سراسر شوروی بروند و آن‌ها را بازخواست، شکنجه، تبعید یا اعدام کنند و بزرگترین کارزار کمونیستی را علیه یهودیان به راه بیندازند.

## سرانجام
این کارزار تا زمان مرگ استالین ادامه داشت و در تمام این مدت بسیاری از شهروندان یهودی به بهانه‌های واهی و جرم‌های ساختگی که مجبور به اقرار آن بودند، سرکوب شده بودند. همان‌طور که اشاره شد یکی از پزشکان تصفیه شده، پزشک شخصی استالین بود و این اتفاق باعث شد تا در هنگام جان باختن استالین پزشکی بالای سر او نباشد و وی در میان محافظان و سیاستمداران بلند رده جان بسپارد. سرانجام این کارزار با مرگ استالین به پایان رسید.

## در دوران خروشچف
پس از مرگ استالین، نیکیتا خروشچف جانشین وی شد. خروشچف طبق طرح استالین زدایی خود و در طی سخنرانی‌هایی ادعا کرد که این نقشه یا توطئه ساختگی بوده و نقشه شخص استالین بود تا به راحتی بتواند یهودیان را سرکوب و پاکسازی کند.